# Commeny
Commeny es una comuna nueva francesa situada en el departamento de Valle del Oise, de la región de Isla de Francia.

## Historia
El 1 de enero de 2024 absorbe la comuna de Gouzangrez.

## Demografía
Según los datos aportados en la última resolución del prefecto de Valle del Oise, la comuna pasa a tener 674 habitantes.

## Composición
| Comuna fusionada | Código INSEE | Población (2021) | Superficie (km²) | Densidad (hab./km²) |
| ---------------- | ------------ | ---------------- | ---------------- | ------------------- |
| Commeny          | 95169        | 648 (2022)       | 4.72             | 137                 |
| Gouzangrez       | 95282        | 196              | 0.77             | 196                 |